# Mavie Österreicher
Mavie Österreicher (* 5. April 2002) ist eine österreichische Tennisspielerin.

## Karriere
Österreicher spielt vor allem auf der ITF Junior Tour und der ITF Women’s World Tennis Tour, wo sie bislang einen Doppeltitel gewinnen konnte.
Bei den Upper Austria Ladies Linz 2018 erhielt sie zusammen mit ihrer Doppelpartnerin Nadja Ramskogler eine Wildcard für das Hauptfeld im Doppel sowie für die Qualifikation für das Hauptfeld im Einzel.

## Turniersiege

### Doppel
| Nr. | Datum             | Turnier  | Kategorie | Belag     | Partnerin  | Finalgegnerinnen           | Ergebnis         |
| --- | ----------------- | -------- | --------- | --------- | ---------- | -------------------------- | ---------------- |
| 1.  | 23. November 2024 | Monastir | ITF W15   | Hartplatz | Josy Daems | Laïa Petretic Alice Soulié | 2:6, 6:3, [10:6] |

## Weltranglistenpositionen am Saisonende
| Jahr   | 2021 | 2022 | 2023 | 2024 |
| ------ | ---- | ---- | ---- | ---- |
| Einzel | 1239 | 1244 | 925  | 1328 |
| Doppel | —    | —    | 1219 | 1564 |